# Allantodia torrentia
Allantodia torrentia là một loài thực vật có mạch trong họ Woodsiaceae. Loài này được (C.B. Clarke) Ching miêu tả khoa học đầu tiên năm 1964.